# Juan Casado
Pour les articles homonymes, voir Casado.
Juan Casado, né le 7 mai 1935 à Rabat, est un footballeur français. Il évoluait au poste de défenseur.

## Carrière
Formé à l'AS Saint-Étienne, il joue avec l'équipe professionnelle du club de 1956 à 1965. Il rejoint ensuite l'Avignon Foot 84 où il joue jusqu'en 1967.
Il dispute 172 matchs en Division 1 et 50 matchs en Division 2. Il dispute également deux matchs en Coupe d'Europe des clubs champions.

## Palmarès
- Champion de France en 1957 et 1964 avec l'AS Saint-Étienne
- Champion de France de D2 en 1963 avec l'AS Saint-Étienne
- Vainqueur de la Coupe de France en 1962 avec l'AS Saint-Étienne
- Vainqueur du Challenge des champions en 1957 et 1962 avec l'AS Saint-Étienne
- Vainqueur de la Coupe Charles Drago en 1958 avec l'AS Saint-Étienne